# Hans Riesel
Hans Riesel (* 28. Mai 1929 in Stockholm; † 21. Dezember 2014) war ein schwedischer Mathematiker, der sich mit Numerischer Mathematik und algorithmischer Zahlentheorie beschäftigte.

## Leben
Hans Riesel studierte Mathematik und numerische Analysis an der Universität Stockholm. In den 1950er Jahren war er an der Programmierung des ersten schwedischen elektronischen Computers BESK (Binary electronic sequence calculator) beteiligt, der von 1953 bis 1966 in Betrieb war und von der nach dem Krieg gegründeten schwedischen Computergesellschaft (SBEK, Swedish Board of Computing Machinery) getragen wurde. 1960 bis 1963 leitete er die Mathematikabteilung des SBEK und war dann in deren Nachfolgeorganisation SAFAD bis 1969. Danach war er Professor für Numerische Analysis an der Technischen Hochschule in Stockholm.
1957 fand er die 18. Mersenne-Primzahl.
Nach ihm sind die Riesel-Zahlen benannt, von denen er 1956 mit 509.203 die vermutlich kleinste Riesel-Zahl entdeckte (die Frage nach der kleinsten Rieselzahl ist das Riesel-Problem, das offen ist). Riesel zeigte auch, dass es unendlich viele Riesel-Zahlen gibt.

## Veröffentlichungen
- Prime Numbers and Computer Methods for Factorization. Birkhäuser, Stuttgart 1985, ISBN 3-7643-3291-3. (2. Auflage 1994, ISBN 3-7643-3743-5).